# Beau Hoopman
Beau Hoopman (Sheboygan, 1 de octubre de 1980) es un deportista estadounidense que compitió en remo.
Participó en dos Juegos Olímpicos de Verano, obteniendo dos medallas, oro en Atenas 2004 y bronce en Pekín 2008, en la prueba de ocho con timonel.
Ganó dos medallas en el Campeonato Mundial de Remo, en los años 2005 y 2006.

## Palmarés internacional
| Juegos Olímpicos   | Juegos Olímpicos   | Juegos Olímpicos  | Juegos Olímpicos |
| Año                | Lugar              | Medalla           | Prueba           |
| ------------------ | ------------------ | ----------------- | ---------------- |
| 2004               | Atenas (Grecia)    | Medalla de oro    | Ocho con timonel |
| 2008               | Pekín (China)      | Medalla de bronce | Ocho con timonel |
| Campeonato Mundial |                    |                   |                  |
| Año                | Lugar              | Medalla           | Prueba           |
| 2005               | Kaizu (Japón)      | Medalla de oro    | Ocho con timonel |
| 2006               | Eton (Reino Unido) | Medalla de bronce | Ocho con timonel |